# Ichneumon aphidiphagus
Ichneumon aphidiphagus là một loài tò vò trong họ Ichneumonidae.